# Parochodaeus
Parochodaeus es un género de coleóptero de la familia Ochodaeidae.

## Especies
Las especies de este género son:
- Parochodaeus biarmatus Leconte, 1868
- Parochodaeus howdeni Carlson, 1975
- Parochodaeus inarmatus Schaeffer, 1906
- Parochodaeus kansanus Fall, 1909
- Parochodaeus pectoralis Leconte, 1868
- Parochodaeus ritcheri Carlson, 1975